# Партия реформ Вьетнама
Па́ртия рефо́рм Вьетна́ма (вьет. Việt Nam Canh Tân Cách Mạng Đảng) или Вьет Тан (вьет. Việt Tân) — вьетнамская антикоммунистическая организация, базирующаяся в США. Образована в 1982 году представителями вьетнамской антикоммунистической эмиграции во главе с Хоанг Ко Минем (бывший коммодор южновьетнамского флота) и Ле Хонгом (бывший полковник южновьетнамских коммандос) — активными участниками Вьетнамской войны. Организационно-политической базой партии стал Национальный объединённый фронт освобождения Вьетнама.
Повстанческие формирования Фронта совершали боевые рейды во Вьетнам и Лаос с территории Таиланда. После смерти Ле Хонга в 1985 и гибели Хоанг Ко Миня в 1987 командование перешло к Дао Ба Ке. Возглавленный им рейд 1989 был последней вооружённой акцией, проведённой под эгидой партии.
С 2004 года действует как политическая партия. Выступает за свержение коммунистического режима во Вьетнаме и проведение демократических преобразований. Имеет широкую сеть в странах Юго-восточной Азии, ведет идеологическую работу в самом Вьетнаме.
«Вьет Тан» официально признает своей целью свержение коммунистического режима, но подчеркивает, что организация использует для этого исключительно ненасильственные методы. Правительство Вьетнама обвиняет членов «Вьет Тан» в организации массовых беспорядков и антигосударственной деятельности внутри страны.

## История
19 сентября 2004 года Объединенный фронт был распущен, а на его основе создана Партия реформ Вьетнама. В октябре 2016 года правительство Вьетнама объявило «Вьет Тан» террористической организацией и запретило ее деятельность на территории страны. Соответствующее решение было принято в октябре 2016 года. Представители организации «Вьет Тан» назвали шаг вьетнамского руководства «подавлением мирной организации» и «нарушением прав человека». Власти США заявили, что «не находят причин» для объявления организации террористической.